# Portinho (Lajes do Pico)

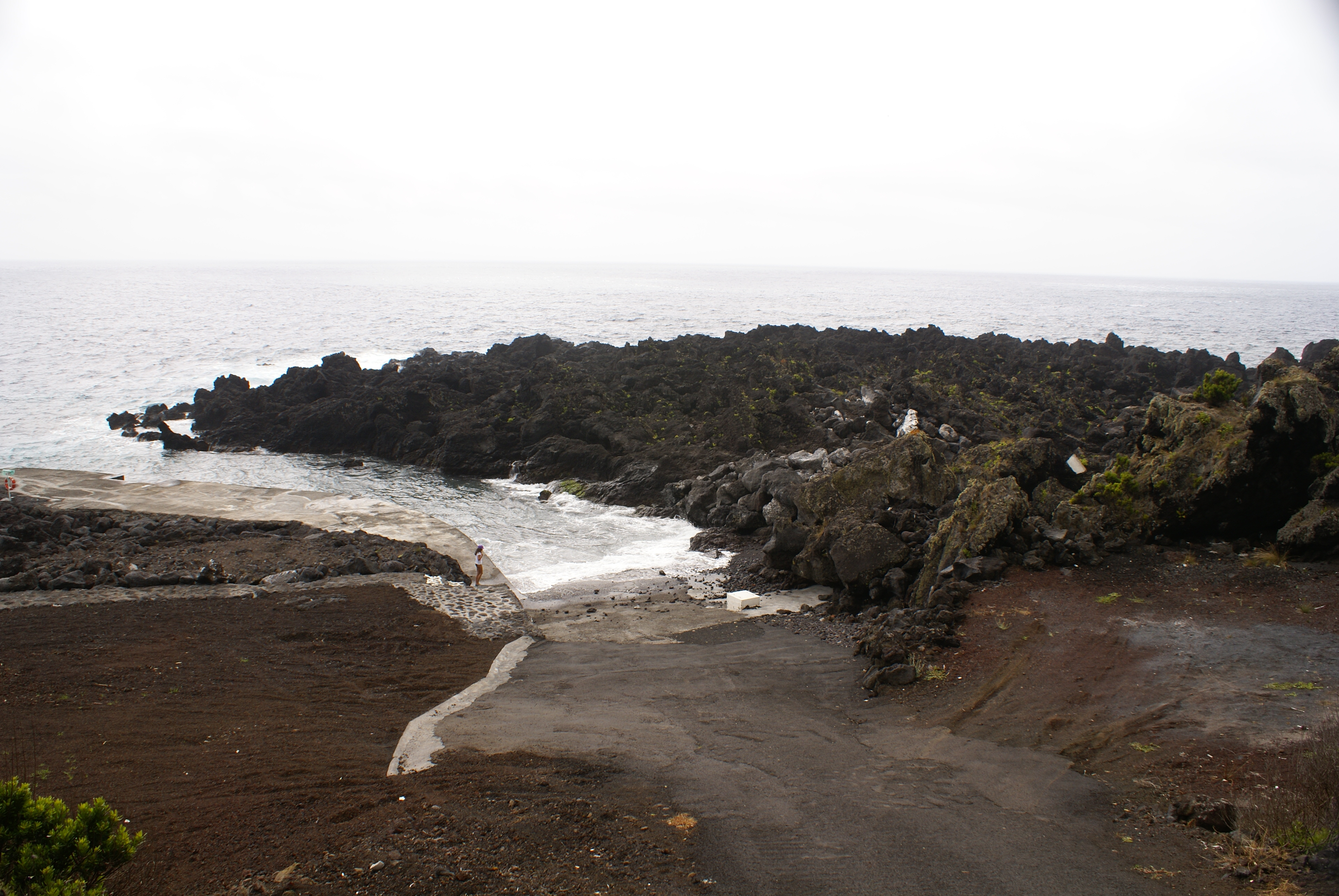
Zona de Lazer do Portinho, portinho, vista parcial.

O Portinho é uma instalação portuária portuguesa, localizada na Feteira de Baixo, freguesia da Calheta de Nesquim, concelho das Lajes do Pico, ilha do Pico, arquipélago dos Açores.
Esta instalação portuária é principalmente utilizada para fins piscatórios e de recreio. 